# Anton Hartvigson
Anton Hartvigson, född 16 oktober 1845 i Århus, död 29 december 1911 i Köpenhamn, var en dansk pianist. Han var bror till Fritz Hartvigson. 
Hartvigson undervisades först av sin mor, Emma Rée, och senare blev han elev till Edmund Neupert. Efter att ha framträdit i Köpenhamn, reste han till London, där han från 1852 under en följd av år var bosatt som lärare vid Normal College for the Blind och framträdde på konserter. Sina senare år tillbringade han i Köpenhamn. 